# Marcin Styczeń
Marcin Styczeń (ur. 22 października 1978 w Olkuszu) – polski wokalista, gitarzysta, kompozytor, autor tekstów, dziennikarz i lektor. Od 2024 roku członek zarządu oraz sekretarz Związku Polskich Autorów i Kompozytorów ZAKR.

## Początki
W rodzinnym mieście ukończył szkołę podstawową oraz II LO im. Ziemi Olkuskiej. Tam też założył swój pierwszy zespół „Forte”, z którym zdobył wiele nagród na festiwalach piosenki studenckiej, poetyckiej oraz turystycznej. Debiutował w 1994 roku w plebiscycie młodych talentów Polskiego Radia Katowice „Chcę być gwiazdą”.

## Kariera muzyczna
W 1997 roku przeniósł się do Warszawy i rozpoczął studia dziennikarskie na Uniwersytecie Warszawskim. Jednocześnie zaczął występować pod swoim nazwiskiem i nawiązał współpracę z wieloma stołecznymi muzykami. W 2002 roku nakładem Polskiego Radia ukazał się singiel „Kobieta w stylu retro”, w którym gościnnie na gitarze zagrał Marek Napiórkowski. W 2005 roku założył własną Agencję Artystyczną SM-ART. Jej nakładem rok później ukazała się debiutancka płyta „Pieśń o Bogu ukrytym” do wierszy Karola Wojtyły, promowana na koncertach w kraju i za granicą. W 2008 roku ukazała się autorska płyta „21 gramów”. W 2009 roku Marcin Styczeń nawiązał współpracę  z poetą Ernestem Bryllem, której owocem jest pięć różnych płyt: „Bryllowanie” (2009), „Bryllowanie Live” (2011) – zapis koncertu Marcina Stycznia i Ernesta Brylla z "Teatru Polonia”, "Zejdźmy się jak na wilię” (2012), "Golgota Jasnogórska” (2013) – nagrana z udziałem poety oraz Joanny Lewandowskiej (nagroda "Feniks 2014" w kategorii – muzyka chrześcijańska), „Duchy Poetów” (2013) – książka z płytą o dziewięciu poetach, których Ernest Bryll znał, a którzy przyśnili mu się po śmierci, i o których napisał wiersz (nominowana do nagrody "Srebrny Kałamarz 2013").
W 2016 roku ukazała się autorska płyta „Zbieg”. Wydanie tego albumu wsparła zbiórka środków finansowych w serwisie crowdfundingowym polakpotrafi.pl.Producentem płyty był Jacek Wąsowski. 
7 listopada 2017, w pierwszą rocznicę śmierci Leonarda Cohena ukazała się płyta "Lubię gadać z Leonardem", zawierająca 11. piosenek kanadyjskiego barda z jego trzech ostatnich płyt, w autorskich tłumaczeniach Marcina Stycznia. Płytę zaaranżował pianista Marcin Kuczewski.  
22 października 2018 ukazał się album pt. "10/40" (dziesiąta płyta na czterdzieste urodziny artysty). Na krążku znalazło się czternaście piosenek, m.in.  popularna "Madonna od popaprańców". 
1 listopada 2020 ukazał się w pełni autorski album pt. "Święci" prezentujący postaci czternastu świętych i błogosławionych Kościoła Katolickiego. Wśród nich:  św. Brat Albert, św. Szarbel Makhlouf, św. Jan od Krzyża, św. Jadwiga Andegaweńska, św. Jadwiga Śląska, św. Franciszek z Asyżu, św. Ignacy Loyola, św. o. Pio z Pietrelciny, św. Maksymilian Kolbe, bł. Jerzy Popiełuszko, bł. kard. Stefan Wyszyński, św. Jan Paweł II, św. Faustyna Kowalska, bł. Michał Giedroyć.
W 2021 piosenka "Ta droga" Marcina Stycznia została wykorzystana w czołówce programu telewizyjnego "Kobiety w drodze" Marty Manowskiej. Program emitowany był w TVP Kobieta. 
23 kwietnia 2024 ukazała się płyta "Szyfr", stworzona w zupełnie inny sposób. Najpierw powstała muzyka, do której teksty poza autorem napisali Aleksandra Bacińska, Szymon Babuchowski oraz Robert Kasprzycki. Na płycie znalazła się także ostatnia piosenka napisana przez Ernesta Brylla pt. "Odprowadzam moją młodość". Płytę zaaranżował gitarzysta Tomasz Pfeiffer. 

## Dziennikarz
Ukończył dziennikarstwo na Uniwersytecie Warszawskim. Karierę dziennikarską rozpoczynał jako prezenter w Radiu Plus Praga w 1999 roku. Następnie pracował w Radiu 94 (obecnie Antyradio) (2002-2003) i Radiu Dla Ciebie (2004-2006).
W latach 2008–2009 w Telewizji Puls wspólnie z Moniką Białek był gospodarzem Magazynu (Pro)rodzinnego „Niedzielnik". W latach 2009–2011 pracował w TVP1 w programie "Między ziemią a niebem”. W latach 2011–2012 był szefem muzycznym Radia Warszawa. Do 2016 roku prowadził w tej rozgłośni audycję poświęconą piosence poetyckiej – "Muzyka z duszą”. W latach 2016–2017 w radiowej Jedynce wspólnie z Ernestem Bryllem prowadził audycję „Oj, gębo moja” poświęconą polskiej tożsamości. W latach 2021-2024 w Radiu Dla Ciebie (RDC) był gospodarzem audycji "Każesz mi śpiewać" prezentującej artystów "Krainy Łagodności". 

## Lektor
Od 2002 roku pracuje jako lektor. Jego głos można usłyszeć w reklamach radiowych i telewizyjnych, prezentacjach multimedialnych i audiobookach. Przez kilka lat był głosem LOTTO,  a także telewizji TVN WARSZAWA, TVN CNBC, BBC KNOWLEDGE, FOX LIFE, AXN BLACK. Od 2017 roku jest głosem telewizji HGTV (Home and Garden).

## Dyskografia

### Albumy
- Pieśń o Bogu ukrytym CD – 2006
- 21 gramów CD – 2008
- Bryllowanie CD – 2009
- Bryllowanie Live CD i DVD (album) – 2011
- Zejdźmy się jak na wilię (album) CD – 2012
- Golgota Jasnogórska (album) CD – 2013
- Duchy Poetów (książka + CD) – 2013
- Zbieg CD – 2016
- Lubię gadać z Leonardem CD – 2017
- 10/40 - 2018
- Święci - 2020
- Szyfr - 2024

### Single
- Kobieta w stylu retro – 2002
- Fala jest morzem – 2008
- 21 gramów – 2008
- Huśtawka - 2023[19]
- I tu, i tam - 2024[20]
- Śnieg - 2024[21]

## Nagrody i odznaczenia
1996 - I Nagroda - XXI Ogólnopolski Studencki Przegląd Piosenki Turystycznej "YAPA" w Łodzi (z zespołem "Forte")
1996 - Grand Prix i Nagroda Publiczności - Ogólnopolski Przegląd Piosenki Turystycznej „Piostur Gorol Song” w Andrychowie (z zespołem "Forte") 
1997 - II Nagroda Festiwal Piosenki Studenckiej "Łykend" we Wrocławiu (z zespołem "Forte") 
1998 - I Nagroda i Nagroda Publiczności - Augustowskie Noce z Gwiazdami (z zespołem "Forte") 
1998 - I Nagroda - Zimowa Giełda Piosenki w Opolu (z zespołem "Forte") 
1998 - I Nagroda - Ogólnopolski Festiwal Piosenki "Nowej" i Poezji Śpiewanej w Oleśnie 
1998 - II Nagroda - XII Przybycie Bardów w Brwinowie 
1998 - III Nagroda - Ogólnopolskie Spotkanie Młodych Autorów i Kompozytorów "Smak" w Myśliborzu 
1998 - III Nagroda - Ogólnopolskie Spotkania Śpiewających Poezję "Recital" w Siedlcach 
1999 - Grand Prix i Nagroda Publiczności - Biłgorajskie Spotkania z Poezją Śpiewaną i Piosenką Autorską 
1999 - I Nagroda - „Wieczorne Nastroje” w Kwidzynie
1999 - I Nagroda - XV Piastowska Wiosna Muzyczna (z zespołem "Forte") 
1999 - II Nagroda - V Spotkania z Piosenką Autorską „Oranżeria” w Radzyniu Podlaskim 
1999 - II Nagroda - Ogólnopolski Turniej Śpiewających Poezję "Łaźnia" w Radomiu 
2000 - Najwybitniejsza Osobowość Artystyczna  - Festiwal Piosenki Artystycznej w Rybniku 
2000 - Nagroda Dziennika Polskiego - XXXVI Studencki Festiwal Piosenki w Krakowie 
2014 - "Feniks" w kategorii muzyka chrześcijańska za "Golgotę Jasnogórską"
2023 - Olkuska Nagroda Artystyczna
2024 - Brązowy Medal "Zasłużony Kulturze Gloria Artis"